# فهرست مدرسه‌های همدان
این فهرست شامل مدرسه‌های سرشناس در همدان است.

## نخستین مدرسه‌ها
- مدرسهٔ آلیانس
- مدرسهٔ آمریکایی لازاریست
- مدرسه فخریه مظفری
- مدرسه اسلامیه (همدان)
- مدرسه اسلامی (همدان)
- مدرسه امیریه (همدان)
- مدرسه تأیید
- مدرسه الفت
- مدرسه شریفیه
- مدرسه ملی شرافت
- مدرسه نصرت (همدان)
- مدرسه موهبت دختران[۱]
- مدرسه بدر،تأسیس ۱۲۹۶(نهاوند)

## مدرسه‌های دایر
- دبیرستان پسرانه مبتکران همدان
- دبیرستان دخترانه فرزانگان همدان
- دبستان و دبیرستان دوره اول پسرانه علمی
- دبیرستان و راهنمایی پسرانه علامه حلی همدان[۲]
- دبیرستان نمونه دولتی شهید حاجی بابایی۲
- دبیرستان پسرانه استعداد های درخشان علامه حلی ۲ همدان
- دبیرستان دخترانه اندیشمندان
- دبیرستان پسرانه شهید مدنی همدان
- دبیرستان نمونه دولتی دخترانه پروین اعتصامی
- دبیرستان نمونه دولتی دخترانه حجه فروش
- دبیرستان دخترانه و پسرانه شاهد ۱ و ۲ همدان

### دبستان‌های دایر بر حسب ناحیه
- «مدارس ابتدایی واقع در محدوده منطقه یک همدان». شهرداری منطقه یک همدان. بایگانی‌شده از اصلی در ۹ اوت ۲۰۱۲. دریافت‌شده در ۱۷ آذر ۱۳۹۰.
- «مدارس ابتدایی واقع در محدوده منطقه دو همدان». شهرداری منطقه دو همدان. بایگانی‌شده از اصلی در ۷ دسامبر ۲۰۱۲. دریافت‌شده در ۱۷ آذر ۱۳۹۰.
- «مدارس ابتدایی واقع در محدوده منطقه سه همدان». شهرداری منطقه سه همدان. بایگانی‌شده از اصلی در ۷ دسامبر ۲۰۱۲. دریافت‌شده در ۱۷ آذر ۱۳۹۰.
- «مدارس ابتدایی واقع در محدوده منطقه چهار همدان». شهرداری منطقه چهار همدان. بایگانی‌شده از اصلی در ۷ دسامبر ۲۰۱۲. دریافت‌شده در ۱۷ آذر ۱۳۹۰.

### مدرسه‌های راهنمایی دایر بر حسب ناحیه
- «مدرسه‌های راهنمایی واقع در محدوده منطقه یک همدان». شهرداری منطقه یک همدان. بایگانی‌شده از اصلی در ۹ اوت ۲۰۱۲. دریافت‌شده در ۱۷ آذر ۱۳۹۰.
- «مدرسه‌های راهنمایی واقع در محدوده منطقه دو همدان». شهرداری منطقه دو همدان. بایگانی‌شده از اصلی در ۱۳ اوت ۲۰۱۲. دریافت‌شده در ۱۷ آذر ۱۳۹۰.
- «مدرسه‌های راهنمایی واقع در محدوده منطقه سه همدان». شهرداری منطقه سه همدان. بایگانی‌شده از اصلی در ۱۰ مه ۲۰۱۳. دریافت‌شده در ۱۷ آذر ۱۳۹۰.
- «مدرسه‌های راهنمایی واقع در محدوده منطقه چهار همدان». شهرداری منطقه چهار همدان. بایگانی‌شده از اصلی در ۱۰ مه ۲۰۱۲. دریافت‌شده در ۱۷ آذر ۱۳۹۰.

### دبیرستان‌ها، هنرستان‌ها و مراکز پیش دانشگاهی دایر بر حسب ناحیه
- «واقع در محدوده منطقه یک همدان». شهرداری منطقه یک همدان. بایگانی‌شده از اصلی در ۹ اوت ۲۰۱۲. دریافت‌شده در ۱۷ آذر ۱۳۹۰.
- «واقع در محدوده منطقه دو همدان». شهرداری منطقه دو همدان. بایگانی‌شده از اصلی در ۱۴ اوت ۲۰۱۲. دریافت‌شده در ۱۷ آذر ۱۳۹۰.
- «واقع در محدوده منطقه سه همدان». شهرداری منطقه سه همدان. بایگانی‌شده از اصلی در ۲۱ ژوئیه ۲۰۱۳. دریافت‌شده در ۱۷ آذر ۱۳۹۰.
- «واقع در محدوده منطقه چهار همدان». شهرداری منطقه چهار همدان. بایگانی‌شده از اصلی در ۱۰ مه ۲۰۱۲. دریافت‌شده در ۱۷ آذر ۱۳۹۰.